# Angry Birds Rio
Angry Birds Rio est un jeu vidéo d'artillerie et de puzzle développé et édité par Rovio Mobile, sorti en 2011 sur Windows, Mac, iOS, Android, BlackBerry Tablet OS, Windows Phone, LG webOS et Symbian OS.
Il s'agit d'un crossover entre la série de jeux vidéo Angry Birds et le film d'animation Rio

## Accueil
- TouchArcade : 5/5 (iOS)[1]